# Ambassade de France en Bosnie-Herzégovine
L'ambassade de France en Bosnie-Herzégovine est la représentation diplomatique de la République française en Bosnie-Herzégovine. Elle est située à Sarajevo, la capitale du pays, et son ambassadeur est, depuis 2023, François Delmas.

## Ambassade

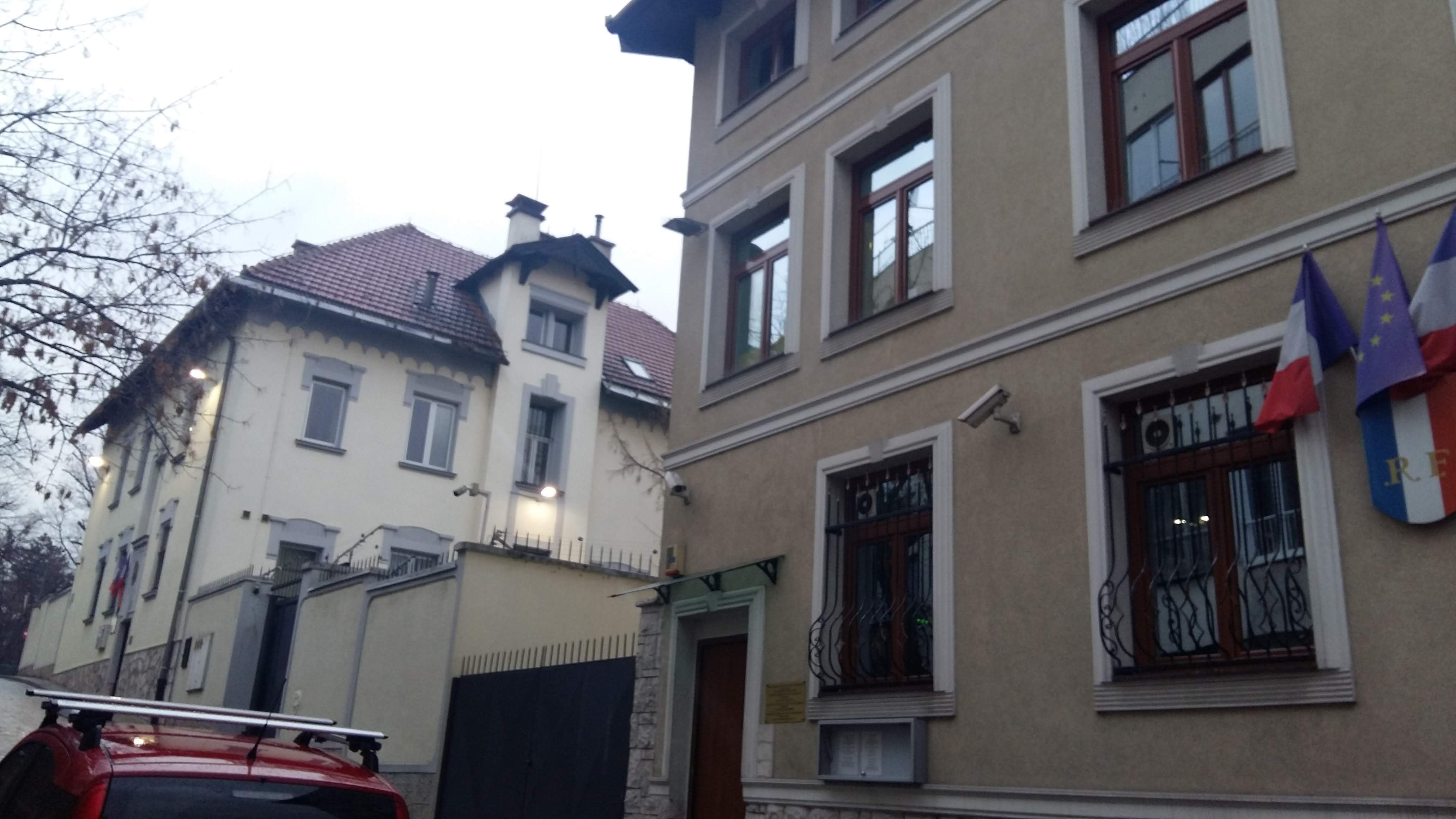
Ambassade de France à Sarajevo.

L'ambassade est située à Sarajevo. Elle accueille aussi une section consulaire.

## Ambassadeurs de France en Bosnie-Herzégovine
| De   | À    | Ambassadeur             |
| ---- | ---- | ----------------------- |
| 1993 | 1995 | Henry Jacolin           |
| 1995 | 1999 | Yves Gaudeul            |
| 1999 | 2003 | Bernard Bajolet         |
| 2003 | 2006 | Henry Zipper de Fabiani |
| 2006 | 2010 | Maryse Berniau          |
| 2010 | 2014 | Roland Gilles           |
| 2014 | 2017 | Claire Bodonyi          |
| 2017 | 2020 | Guillaume Rousson       |
| 2020 | 2023 | Christine Toudic        |
| 2023 | auj. | François Delmas         |

## Relations diplomatiques
La France a été le premier État à ouvrir une ambassade en Bosnie-Herzégovine en janvier 1993, le dialogue politique entre les deux pays ayant commencé dès l'indépendance de la Bosnie-Herzégovine et ne s'étant jamais interrompu, même pendant les années de conflit.

## Consulats
Le bureau de liaison ouvert à Banja Luka, chef-lieu de la république Serbe, en septembre 1998 en coopération avec l'Allemagne, a fermé en 2010.

### Communauté française
Au 31 décembre 2016, 393 Français sont inscrits sur les registres consulaires en Bosnie-Herzégovine.
| 2001 | 2002 | 2003 | 2004 |
| ---- | ---- | ---- | ---- |
| 153  | 183  | 252  | 268  |

| 2005 | 2006 | 2007 | 2008 |
| ---- | ---- | ---- | ---- |
| 243  | 277  | 247  | 243  |

| 2009 | 2010 | 2011 | 2012 |
| ---- | ---- | ---- | ---- |
| 252  | 280  | 318  | 346  |

| 2013 | 2014 | 2015 | 2016 |
| ---- | ---- | ---- | ---- |
| 359  | 385  | 402  | 393  |

### Circonscriptions électorales
Depuis la loi du 22 juillet 2013 réformant la représentation des Français établis hors de France avec la mise en place de conseils consulaires au sein des missions diplomatiques, les ressortissants français d'une circonscription recouvrant l'Albanie, la Bosnie-Herzégovine, la Bulgarie, le Kosovo, la Macédoine et le Monténégro élisent pour six ans un conseiller consulaire. Ce dernier a trois rôles : 
1. il est un élu de proximité pour les Français de l'étranger ;
2. il appartient à l'une des quinze circonscriptions qui élisent en leur sein les membres de l'Assemblée des Français de l'étranger ;
3. il intègre le collège électoral qui élit les sénateurs représentant les Français établis hors de France.

Pour l'élection à l'Assemblée des Français de l'étranger, la Bosnie-Herzégovine appartenait jusqu'en 2014 à la circonscription électorale de Vienne, comprenant aussi l'Albanie, l'Autriche, la Bulgarie, la Croatie, la Hongrie, la Macédoine, la Pologne, la Roumanie, la Serbie-et-Monténégro, la Slovaquie, la Slovénie et la République tchèque, et désignant trois sièges. La Bosnie-Herzégovine appartient désormais à la circonscription électorale « Europe centrale et orientale » dont le chef-lieu est Varsovie et qui désigne trois de ses 19 conseillers consulaires pour siéger parmi les 90 membres de l'Assemblée des Français de l'étranger.
Pour l'élection des députés des Français de l’étranger, la Bosnie-Herzégovine dépend de la 7e circonscription.